# Orthochiroides vachoni
Espèce
Synonymes
- Orthochirus vachoni (Kovařík, 1998)

OOrthochiroides vachoni est une espèce de scorpions de la famille des Buthidae.

## Distribution
Cette espèce se rencontre en Somalie vers Kismaayo et au Yémen à Socotra,.

## Description
Le mâle holotype mesure 28,1 mm et la femelle paratype 34,0 mm.
Orthochiroides insularis mesure de 24 à 35 mm.

## Systématique et taxinomie
Cette espèce a été décrite par Kovařík en 1998. Elle est placée dans le genre Orthochirus par Lourenço et Ythier en 2021 puis dans le genre Orthochiroides par Kovařík et Lowe en 2022.

## Étymologie
Cette espèce est nommée en l'honneur de Max Vachon.

## Publication originale
- Kovařík, 1998 : « Three new genera and species of Scorpiones (Buthidae) from Somalia. » Acta Societatis Zoologicae Bohemicae, vol. 62, no 2, p. 115-124 (texte intégral).